# Гудхју (Минесота)
Гудхју (енгл. Goodhue) град је у америчкој савезној држави Минесота.

## Демографија
По попису из 2010. године број становника је 1.176, што је 398 (51,2%) становника више него 2000. године.
| Група             | 2000.       | 2010.         |
| Белци             | 729 (93,7%) | 1.009 (85,8%) |
| Афроамериканци    | 0 (0,0%)    | 4 (0,3%)      |
| Азијати           | 1 (0,1%)    | 2 (0,2%)      |
| Хиспаноамериканци | 39 (5,0%)   | 151 (12,8%)   |
| Укупно            | 778         | 1.176         |